# Combat Infantryman Badge
Le Combat Infantryman Badge (CIB) est une décoration militaire américaine créée en 1943 et attribuée aux soldats, sous-officiers et officiers de l'US Army en dessous du grade de colonel ayant participé activement à un combat dans une unité d'infanterie ou des forces spéciales après le 6 décembre 1941.
Le CIB et son équivalent non combattant, l'Expert Infantryman Badge (EIB), ont été créés en pleine Seconde Guerre mondiale pour stimuler la motivation des troupes. Il a été conçu pour reconnaître la spécificité du combat d'infanterie exposant davantage ses spécialistes aux blessures et à la mort que pour toute autre spécialité militaire.

## Histoire
Après l'entrée en guerre des États-Unis en 1941, le département de la Défense peine à recruter des volontaires pour ses unités d'infanterie. Le combat d'infanterie est en effet réputé pour offrir les conditions de combat les plus dures et les plus dangereuses, exposant davantage aux blessures ou à la mort que la marine ou l'aviation. Afin d'offrir une motivation aux hommes, le CIB est créé par le département de la Défense le 27 octobre 1943 et officialisé par l'Executive Order 9396 signé par Franklin Delano Roosevelt le 22 novembre 1943. Une circulaire en date du 13 mars 1944 rend l'attribution du badge rétroactif pour les services effectués à compter du 6 décembre 1941. Afin de conserver l'aspect motivant de la récompense, ses créateurs ont pris soin de ne l'attribuer strictement aux personnes et pour les actions pour lesquelles elle était prévue à la base. Ainsi, quand il fut envisagé de l'étendre aux unités de cavalerie et d'artillerie, une étude a noté que cela nuirait au prestige du badge et l'extension fut abandonnée.
Un soldat doit satisfaire aux trois conditions suivantes pour obtenir le Combat Infantryman Badge :
- Être un soldat apportant satisfaction dans l'exercice de fonctions spécifiquement liées au combat d'infanterie.
- Être affecté à une unité d'infanterie pendant le temps où l'unité est engagée dans un combat actif.
- Engager activement l'ennemi dans les combats terrestres.

Depuis le 20 décembre 1989, l'attribution du badge a été étendue à certaines spécialités des forces spéciales telles que les transmission ou le renseignement à condition que les deux dernières conditions ci-dessus soient réunies. Le 18 septembre 2001, ce sont les personnels médicaux des forces spéciales qui obtiennent l'accès au badge. Les théâtres d'opérations et périodes rendant un soldat éligible à l'attribution d'un CIB sont :
- Seconde Guerre mondiale du 6 décembre 1941 au 3 septembre 1945.
- Guerre de Corée du 27 juin 1950 au 27 juillet 1953.
- Guerre du Viêt Nam du 2 mars 1961 au 28 mars 1973.
- Occupation de la République Dominicaine du 28 avril 1965 au 1er septembre 1966.
- Zone coréenne démilitarisée du 4 janvier 1969 au 31 mars 1994.
- Guerre civile du Salvador du 1er janvier 1981 au 1er février 1992.
- Invasion de la Grenade du 23 octobre au 21 novembre 1983.
- Joint Security Area le 23 novembre 1984.
- Invasion du Panama du 20 décembre 1989 au 31 janvier 1990.
- Opération Restore Hope en Somalie du 5 juin 1992 au 31 mars 1994.
- Guerre d'Afghanistan du 5 décembre 2001 au 31 décembre 2014.
- Opération Liberté irakienne du 19 mars 2003 au 31 décembre 2014.
- Opération New Dawn en Irak du 1er septembre 2010 au 31 décembre 2011.
- Opération Inherent Resolve en Syrie et Irak depuis le 15 juin 2014

Les dates indiquées sont celles retenues par le gouvernement américain pour l'éligibilité à la récompense et ne correspondent pas toujours aux dates officiels des événements cités.
En 2008, à titre exceptionnel, les soldats français du 8e régiment de parachutistes d'infanterie de marine et du régiment de marche du Tchad impliqués dans l'embuscade d'Uzbin se sont vu décerner le Combat Infantryman Badge.

## Description
Le dessin du Combat Infantryman Badge s'inspire de l'insigne de combat d'infanterie et de l'agrafe de combat rapproché de la Wehrmacht. Le modèle original est un badge en argent et émail composé d'une barre rectangulaire de 76 millimètres avec un champ bleu supportant un mousquet Springfield modèle 1795. Le tout est posé sur une couronne de feuilles de chêne elliptique. Des modèles en métal souple noir et en tissu existent pour être portés sur les vêtements de terrain ou de travail, de même qu'un modèle miniature destiné aux tenues civiles.
Le 8 février 1952, l'armée a approuvé l'ajout d'étoiles au CIB pour indiquer qu'un soldat a participé à plus d'une guerre. La première campagne donnant lieu a une seconde récompense fut la guerre de Corée où des vétérans de la seconde guerre mondiale déjà décorés entre 1941 et 1945 le furent à nouveau. L'institut héraldique de l'armée américaine étudia la conception de badges allant jusqu'à huit attribution grâce à des combinaisons d'étoiles d'or et d'argent. Cependant, un règlement de l'armée du 11 décembre 2006 limite à trois le nombre possible d'attribution du CIB.

Combat Infantryman Badge - 1re attribution.
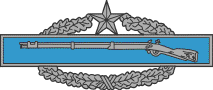
Combat Infantryman Badge - 2e attribution.
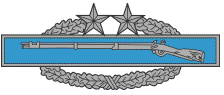
Combat Infantryman Badge - 3e attribution.

## Attribution

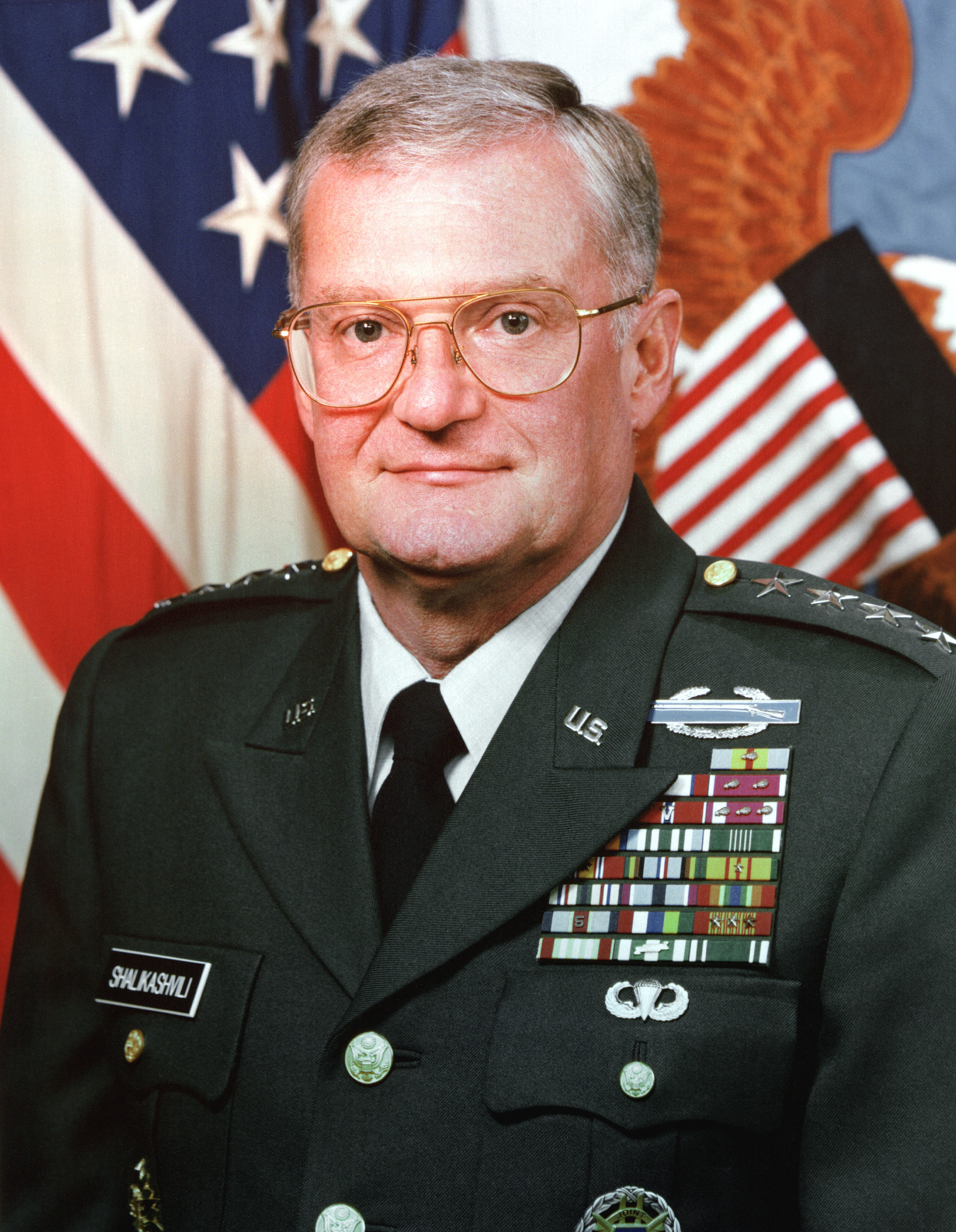
Le général John Shalikashvili portant son CIB au-dessus de ses rubans de décorations.

Parmi les récipiendaires notables figurent :
- John R. Fox (1915-1944), officier de la seconde guerre mondiale, récipiendaire de la Medal of Honor.
- Richard Winters (1918-2011), officier de la Easy Company, 506e PIR, 101e Airborne.
- Audie Murphy (1925-1971), officier de la seconde guerre mondiale puis acteur, récipiendaire de la Medal of Honor.
- Norman Schwarzkopf (1934-2012), général, commandant des forces de la coalition internationales pendant la guerre du Golfe.
- John Shalikashvili (1936-2011), général, ancien chef d'État-Major des armées (États-Unis).
- Colin Powell (né en 1937), général, ancien chef d'État-Major des armées (États-Unis) et ancien secrétaire d'État des États-Unis.
- John Abizaid (né en 1951), vétéran de l'invasion de Grenade et de la guerre du Golfe. Ancien commandant de l'Académie militaire de West Point.
- Gary Gordon (1960-1993), sous-officier de la Delta Force, tué au combat lors de la bataille de Mogadiscio, récipiendaire de la Medal of Honor.

Les officiers généraux n'étant pas éligibles pour le Combat Infanteryman Badge, ceux cités ci-dessus ont été récompensés lorsqu'ils portaient un grade inférieur à colonel. Cependant, à titre exceptionnel, quatre généraux ont reçu le CIB de façon honoraire :
- Douglas MacArthur (1880-1964).
- Joseph Stilwell (1883-1946), chef d'état-major de Tchang Kaï-chek pendant la seconde guerre mondiale.
- Matthew Ridgway (1895-1993), chef du 82e Airborne lors de la bataille de Normandie.
- William F. Dean (1899-1981), vétéran de la guerre de Corée, récipiendaire de la Medal of Honor.

## Source
- (en) Cet article est partiellement ou en totalité issu de l’article de Wikipédia en anglais intitulé « Combat Infantryman Badge » (voir la liste des auteurs).